# Севастополь в Гражданской войне
Севастополь в Гражданской войне — период истории Севастополя, являющийся частью Гражданской войны в России 1917—1922 годов. Севастополь — главная база Черноморского флота Российской империи, всегда отличался высокой гражданской и революционной активностью населения и гарнизона.

## Основные этапы истории города в 1917—1920 годах

### Революции 1917 года
В середине марта 1917 года в Севастополе образовался Совет рабочих и солдатских депутатов. Руководство Советом захватили в свои руки эсеры и меньшевики, установившие прочный контакт с командующим Черноморским флотом вице-адмиралом А. В. Колчаком. Также в марте была учреждёна Севастопольская украинская черноморская община. В июне Временное правительство, уступая требованию матросов, вынуждено было отозвать Колчака из Севастополя. Большое революционизирующее значение имел приезд в Севастополь делегации Балтфлота, состоявшей преимущественно из большевиков. В июльские дни представители антибольшевистских сил, выведшие эскадру в море под предлогом выполнения боевых заданий, разгромили большевистский комитет.
9 ноября, после Октябрьской революции, власть в городе перешла к Совету военных и рабочих депутатов, возглавлявшемуся эсерами и меньшевиками. 12 ноября 1917 года севастопольский Совет сформировал в городе новый орган власти — Совет народных представителей — который не признавал захвата власти большевиками. В декабре 1917 года, после возвращения с Дона большевизированных матросских отрядов, отправленных туда по призыву Совета народных комиссаров для борьбы с контрреволюцией, большевики свергли прежний состав Севастопольского совета и назначили новые перевыборы, в результате которых большинство в новом составе Совета перешло к ним.
16(29) декабря 1917 был создан Севастопольский военно-революционный комитет.

### 1918—1920 годы
16 января 1918 года Совет рабочих и матросских депутатов был переизбран. 16 февраля был организован военно-революционный штаб, ставший после образования в марте Республики Тавриды её военным центром. Формирование отрядов Красной гвардии началось в городе с первых дней установления советской власти.
19 апреля немецкие войска, вошедшие на Украину по договору с Центральной Радой, заняли Джанкой и приступили к оккупации Крыма. Крымская Красная гвардия предприняла попытку оказать сопротивление, не увенчавшуюся успехом. 28—30 апреля из Севастополя вышли все суда Черноморского флота. 1 мая в город вступили воинские формирования вооружённых сил Германской империи. Оккупация продолжалась 7 месяцев. На смену немецким войскам в Севастопольский порт 25 ноября вошла союзническая эскадра, и в город вступили французские войска (зуавы).
Большевики в условиях подполья вели революционную пропаганду среди французских матросов и солдат. 14 марта 1919 года в Севастополе началась организованная большевиками всеобщая забастовка, продолжавшаяся до 21 марта, когда она была сломлена силами оккупационных войск. 15 апреля к Севастополю подошли части Красной армии. 20 апреля начались волнения на крупнейших французских судах; французские матросы вместе с русскими матросами организовали демонстрацию, которая была рассеяна выдвинутыми против них греческими войсками. Французские моряки под руководством А. Марти подняли красное знамя на судах своей эскадры и отказались воевать против Советской России. Французское командование было вынуждено вывести из Севастополя свои войска.
30 апреля Красная армия вступила в Севастополь, однако летом 1919 года город захватили Вооружённые силы Юга России, и он оставался во власти белогвардейцев до 15 ноября 1920 года. В период нахождения у власти в Крыму генерала Я. А. Слащёва им проводились казни.
Большевики организовали партизанские отряды, меньшевики — легальные профсоюзные организации. В декабре 1919 года севастопольский комитет РКП(б) организовал трёхдневную забастовку протеста против расстрела 13 севастопольских рабочих. Весной 1920 года был арестован во время партийной конференции в Коктебеле секретарь севастопольского комитета РКП(б), а вскоре, выданный провокатором, был арестован и весь севастопольский комитет. Девять его членов после военно-морского суда были казнены — сброшены в море.

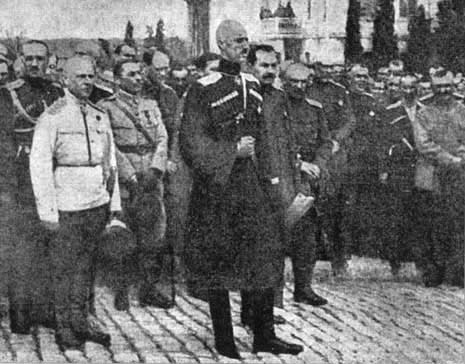
П. Н. Врангель во время молебна. Севастополь. Март 1920 года

4 апреля 1920 года в Севастополь прибыл генерал П. Н. Врангель, которого А. И. Деникин назначил своим преемником на посту командующего Добровольческой армией. Врангель сделал город своей резиденцией.
Летом 1920 года во время наступления Врангеля в районе Севастополя развернулось партизанское движение. 7 ноября Красная армия под руководством М. В. Фрунзе начала Перекопско-Чонгарскую операцию, прорвала Турецкий вал и устремилась к портам южного берега Крыма. 10 ноября Врангель отдал приказ об оставлении Севастополя. 15 ноября последние солдаты Добровольческой армии оставили Севастополь, и в него вступили части Красной армии.

### После эвакуации войск Врангеля
Окончательно советская власть установилась после захвата города большевиками и отступления войск Врангеля 15 ноября 1920 года. В захваченном городе большевики, вопреки амнистии, обещанной ими всем сдавшимся, учинили массовый террор над жителями, особенно над бывшими солдатами и офицерами Русской армии. Отличало эту бойню от зверств предыдущих революционных лет то, что она была организована не никому не подчинявшимися уголовными преступниками или анархистами, а самой большевистской властью. В городе были произведены облавы, причём огромная доля задержанных была тут же расстреляна — так, по имеющемуся отчёту Р. С. Землячки, известно, что «из задержанных в Севастополе при обыске 6000 человек отпущено 700, расстреляно 2000, остальные находятся в концентрационном лагере».
В первые дни новой власти было убито более 12 000 бывших военнослужащих и прочих лиц, заподозренных в «контрреволюционности». После первой волны расправ последовало некоторое затишье. 25 декабря 1920 года приказом Крымревкома была объявлена всеобщая регистрация бывших офицеров, чиновников военного ведомства, полицейских, жандармов, сановников царской и белой власти, духовенства, промышленников, домовладельцев и всех тех, чей капитал превышал 25 тысяч рублей в довоенных ценах. Все явившиеся на регистрацию были задержаны и практически все в течение января — февраля 1921 года убиты. Террор после этого пошёл на убыль, но продолжался практически до конца 1921 года. Общее же число казнённых составляло около 29 тысяч человек.

## Память

### Советский период
- После окончания Гражданской войны в России на месте расстрела войсками интервентов демонстрации, проходившей в апреле 1919 года, был установлен памятник, уничтоженный в годы нацистской оккупации Севастополя[5].
- На лицевой стороне одного из зданий, расположенных по улице Киянченко, располагается мраморная доска с надписью: «В этом доме в 1920 году помещался Севастопольский городской подпольный большевистский комитет. Арестованы белогвардейцами и расстреляны 24 января 1920 года члены комитета: В. В. Макаров, М. С. Киянченко, М. З. Иоффе, А. Н. Бунаков, С. С. Ключников (Крючков), Л.X. Шулькина, И. М. Вайнблат и И. И. Ашевский»[6].
- В 1920 году на улице 5-й Бастионной было основано кладбище, первоначально именовавшееся «Кладбищем Коммунаров и жертв белого террора»[7], на котором в том числе похоронены 49 коммунаров, расстрелянных белыми в годы Гражданской войны[8].

### Эмиграция и современный период

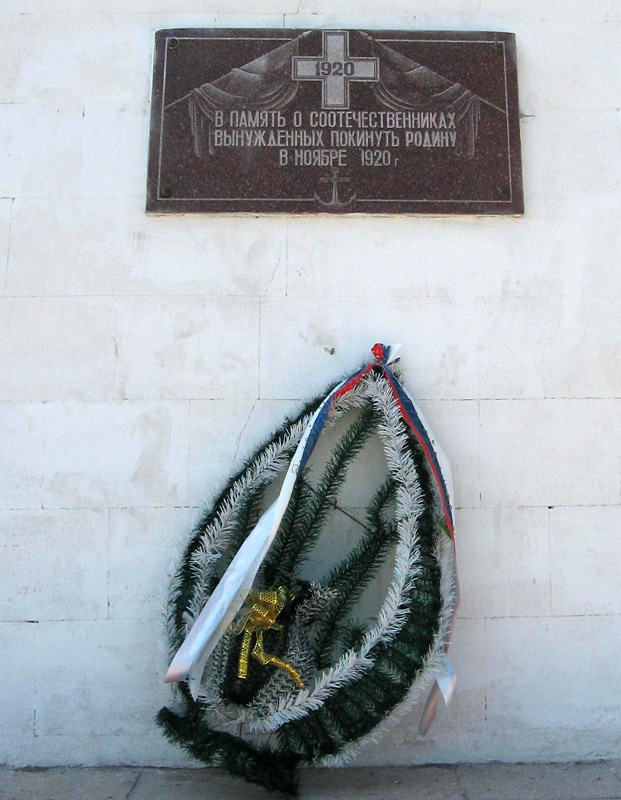
Памятная доска на Графской пристани.

- В начале XXI века на Графской пристани была установлена памятная доска «В память о соотечественниках, вынужденных покинуть родину в ноябре 1920 г.», изображённый на которой рисунок выполнил художник Валерий Дорошко[9].